# Strada statale 12 racc dell'Abetone e del Brennero
La strada statale 12 racc dell'Abetone e del Brennero (SS 12 racc) è una strada statale italiana, raccordo della strada statale 12 dell'Abetone e del Brennero.

## Percorso
La strada statale 12 racc ha inizio sulla SS 12 al chilometro 480+190 e termina alla rotatoria d'incrocio fra la SS 49 e la stessa SS 12 al chilometro 480+640. La strada ha una lunghezza di 0,587 km.

### Tabella percorso
| dell'Abetone e del Brennero |                                                  |      |           |
| Tipo                        | Indicazione                                      | ↓km↓ | Provincia |
|                             | dell'Abetone e del Brennero                      | 0,0  | BZ        |
|                             | Galleria Varna (288 m)                           | 0,3  | BZ        |
|                             | della Pusteria dell'Abetone e del Brennero Varna | 0,6  | BZ        |